# الحناتيش (وادي الدواسر)
الحناتيش، هي قرية من فئة (ب) تقع في محافظة وادي الدواسر، والتابعة لمنطقة الرياض في السعودية. وتبعد الحناتيش عن محافظة وادي الدواسر بمسافة تقارب () كم.